# Bukovets (distrikt i Bulgarien, Vidin)
Bukovets (bulgariska: Буковец) är ett distrikt i Bulgarien.   Det ligger i kommunen Obsjtina Vidin och regionen Vidin, i den nordvästra delen av landet, 140 km norr om huvudstaden Sofia.
Trakten runt Bukovets består till största delen av jordbruksmark. Runt Bukovets är det ganska tätbefolkat, med 134 invånare per kvadratkilometer.